# Paul Christ

Paul Christ

Paul Christ (* 25. Oktober 1836 in Chur; † 14. Januar 1908 in Zürich) war ein reformierter Pfarrer und Theologe aus der Schweiz.

## Leben
Paul Christ wurde am 25. Oktober des Jahres 1836 in Chur als Sohn eines Anwalts geboren. Er besuchte dort eine Schule, wo er an Ostern 1855 seine Matura bestand. 1855/1856 studierte er evangelische Theologie an der Universität Tübingen und an der Universität Basel. Am 22. Juni 1858 wurde er in Thusis in die evangelisch-rätische Synode auf; dabei erhielt er die Berechtigung, im Kanton als Pfarrer tätig zu sein.
Noch im gleichen Jahr trat er seine erste Stelle in Davos an, wo er ab 1859 auch in Monstein, Frauenkirch und Glaris tätig war. Nach Igis wechselte Christ im Jahr 1860, fünf Jahre später wurde er Pfarrer und Professor an der Bündner Kantonsschule in Chur. Noch im gleichen Jahr gab er den Pfarrposten auf und wurde Rektor, was er bis 1869 blieb.
1870 verliess er Graubünden und zog in den Kanton St. Gallen. 1871 wurde er als Pfarrer in Lichtensteig gewählt. 1875 schon wechselte er nach Rheineck. Als Seelsorger kehrte Paul Christ 1880 nach Chur zurück, zwei Jahre später sah er sich wegen seiner gesundheitlichen Situation gezwungen, den Posten niederzulegen.
Die Jahre 1882 bis 1884 verbrachte er arbeitslos in Andeer. 1884 wurde er Archivar in Chur und 1887 wieder Professor der Kantonsschule. 1889 wurde er als Professor der praktischen als auch der systematischen Theologie an die Universität Zürich berufen. Zwei Jahre später verlieh ihm die Universität den theologischen Ehrendoktor, 1900/01 amtierte er als Rektor. 1907 trat Paul Christ in den Ruhestand, ein Jahr später verstarb er am 14. Januar 1908 in Zürich.

## Werke
- Bilder aus der Geschichte der christlichen Kirche (St. Gallen 1876)
- Religiöse Betrachtungen (St. Gallen 1881)
- Pessimismus und Sittenlehre (Haarlem 1882)
- Die Lehre vom Gebet nach dem Neuen Testament (Leiden 1886)
- Die Confessionen Augustins und Rousseus (Chur 1894)
- Die sittliche Weltordnung (Leiden 1894)
- Grundriß der Ethik (Berlin 1905)
- Christliche Religionslehre (Zürich 1922)